# Peloponnesische Oorlog
De Peloponnesische Oorlog (431-404 v.Chr.), soms ook wel de Tweede Peloponnesische Oorlog genoemd (om het onderscheid te maken met de eerste), was een strijd tussen de Delische bond, geleid door de stadstaat Athene en de Peloponnesische bond, geleid door Sparta. De oorlog, die meestal in drie verschillende fasen wordt onderverdeeld, was volgens Thucydides, de belangrijkste bron over deze oorlog, de meest verwoestende oorlog tot dan toe.
In de eerste fase van de oorlog viel de aristocratische, oligarchische landmacht Sparta herhaaldelijk Attica binnen, terwijl de democratische zeemogendheid Athene de Peloponnesische kusten aanviel. Dit onderdeel van de oorlog werd in 421 v.Chr. onbeslist afgesloten met de Vrede van Nicias. In 415 v.Chr. lanceert Athene de Siciliaanse expeditie, die uiteindelijk desastreus afloopt voor Athene. Dit leidt tot de laatste fase van de oorlog, waarin Sparta formeel de vijandelijkheden hervat, en met financiële steun van de Achaemeniden de Atheense vloot uiteindelijk verslaat in de Slag bij Aegospotami.

## Aanleiding
Onder leiding van Themistocles bouwde Athene een grote vloot, die uiteindelijk de grootste vloot binnen de Griekse wereld zou worden. Na de Perzische Oorlogen, waarin Sparta nochtans de grootste militaire rol te land had gespeeld, was duidelijk dat de Atheners met hun vloot een cruciale rol hadden gespeeld in het verslaan van de Perzen. Athene ging ook steeds meer een imperialistische politiek voeren. De Delische Bond, die initieel gevormd was om de Perzen te verslaan, werd steeds meer tot een Atheens Rijk omgevormd. Leden, waarvan de meesten een jaarlijkse financiële bijdrage moesten leveren, werd verboden de bond te verlaten, en Athene trad hardhandig op tegen opstandige leden.
De Peloponnesische bond was een betrouwbaar bondgenootschap dat al sinds de 6e eeuw voor christus onder leiderschap van Sparta stond. De Atheense politiek leidde ertoe dat vrijwel elke Griekse Polis ofwel lid was van de Delische bond, en dus verbonden met Athene, ofwel lid was van de Peloponnesische bond, en dus verbonden met Sparta. De politieke, militaire en etnische tegenstellingen tussen Athene en Sparta waren groot. Athene was Attisch-Ionisch, radicaal democratisch en een zeemacht gericht op het oosten. Sparta was etnisch Dorisch, met een aristocratisch bestel en was traditioneel een landmacht.

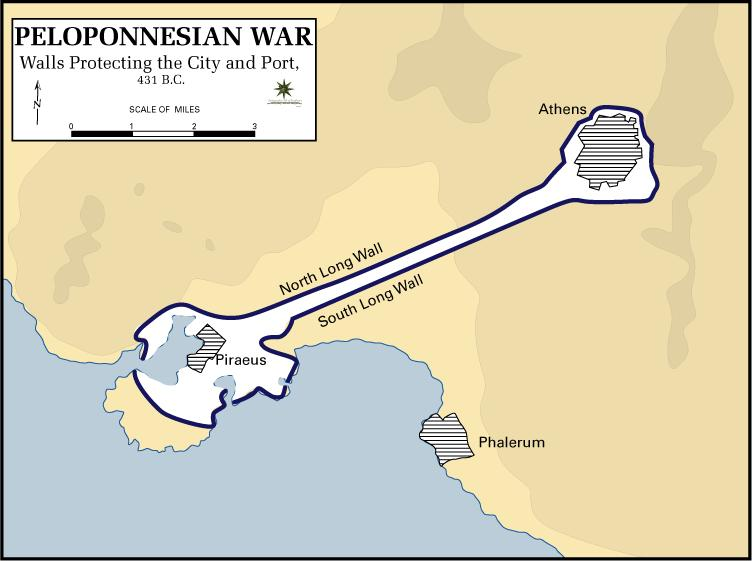
De lange muren van Athene.

Frictie tussen Sparta en Athene ontstond al vroeg na de terugtrekking van de Perzen. Sparta zond ambassadeurs naar Athene om ze te overtuigen niet hun door de Perzen vernietigde stadsmuren te herbouwen. Athene koos er echter voor dit wel te doen. Later, in de jaren 460 v.Chr., bouwde Athene de Lange Muren: muren langs de weg tussen de haven en de stad. De lange muren zouden Athene in staat stellen om met behulp van haar zeemacht een lange belegering te weerstaan, omdat voedsel via de haven ongehinderd ingevoerd kan worden.
Een andere conflictsituatie ontstond rond 465 v.Chr.: Er brak een opstand uit van de Heloten in Sparta. De Spartanen vroegen al hun bondgenoten, inclusief de Atheners, om hulp. Athene zond 4.000 hoplieten om te helpen, maar de Spartanen zonden de Atheners als enige van hun bondgenoten terug, volgens Thucydides uit angst voor de mogelijkheid dat de Atheners van kant wisselden en de Heloten zouden helpen. Deze gebeurtenis leidde tot een enorm gezichtsverlies en verbanning van de meest prominente pro-Spartaanse Atheense leider van het moment, Kimon II.
In 459 v.Chr. maakte Athene gebruik van een oorlog tussen haar buren Megara en Korinthe, beide lid van de Peloponnesische bond, door een bondgenootschap te sluiten met Megara. Megara was een strategisch gelegen plaats op de Landengte van Korinthe. Met Megara als bondgenoot zouden de Atheners Attica compleet kunnen afgrendelen van de Peloponessos, en zo een eventuele Spartaanse invasie kunnen beletten.
Deze gebeurtenissen leidden direct tot de Eerste Peloponnesische Oorlog, die resulteerde in een herstel van de status quo. In de Dertigjarige Vrede van 446/5 v.Chr., werd besloten dat beide partijen hun allianties zouden respecteren.
De directe aanleiding die tot oorlog leidde was de kwestie-Kerkyra: toen Kerkyra (nu Corfu), een kolonie van Korinthe, in 433 v.Chr. in conflict kwam met de moederstad, vroeg en kreeg het de hulp van Athene in de vorm van een defensief bondgenootschap. In de Slag bij Sybota wist Kerkyra met Atheense hulp een verovering van haar stad door de Korinthiërs af te wenden. Omdat de Atheners bang waren voor een wraakactie van Korinthe dwong het Potidaea, lid van de Delische bond maar een Korinthische kolonie, haar stadsmuren op te geven en haar Korintische magistraten naar huis te sturen. In de Slag bij Potidaea die volgde wist Athene het Korintisch-Potadeaanse leger te verslaan en de stad te belegeren.
Korinthe riep als gevolg hiervan de hulp in van Sparta en haar bondgenoten, waaronder Megara, die als gevolg van het Megarisch besluit onder een handelsboycot van Athene zuchtte. Na lang beraad besloten Sparta en zijn bondgenoten dat de dertigjarige vrede geschonden was. Sparta zond ambassadeurs naar Athene met de eis dat het beleg van Potidaea opgebroken zou worden en het Megarische besluit teruggedraaid zou worden. Athene weigerde en stelde arbitrage voor. Een Spartaanse reactie bleef uit en beide partijen bereidden zich voor op de oorlog.

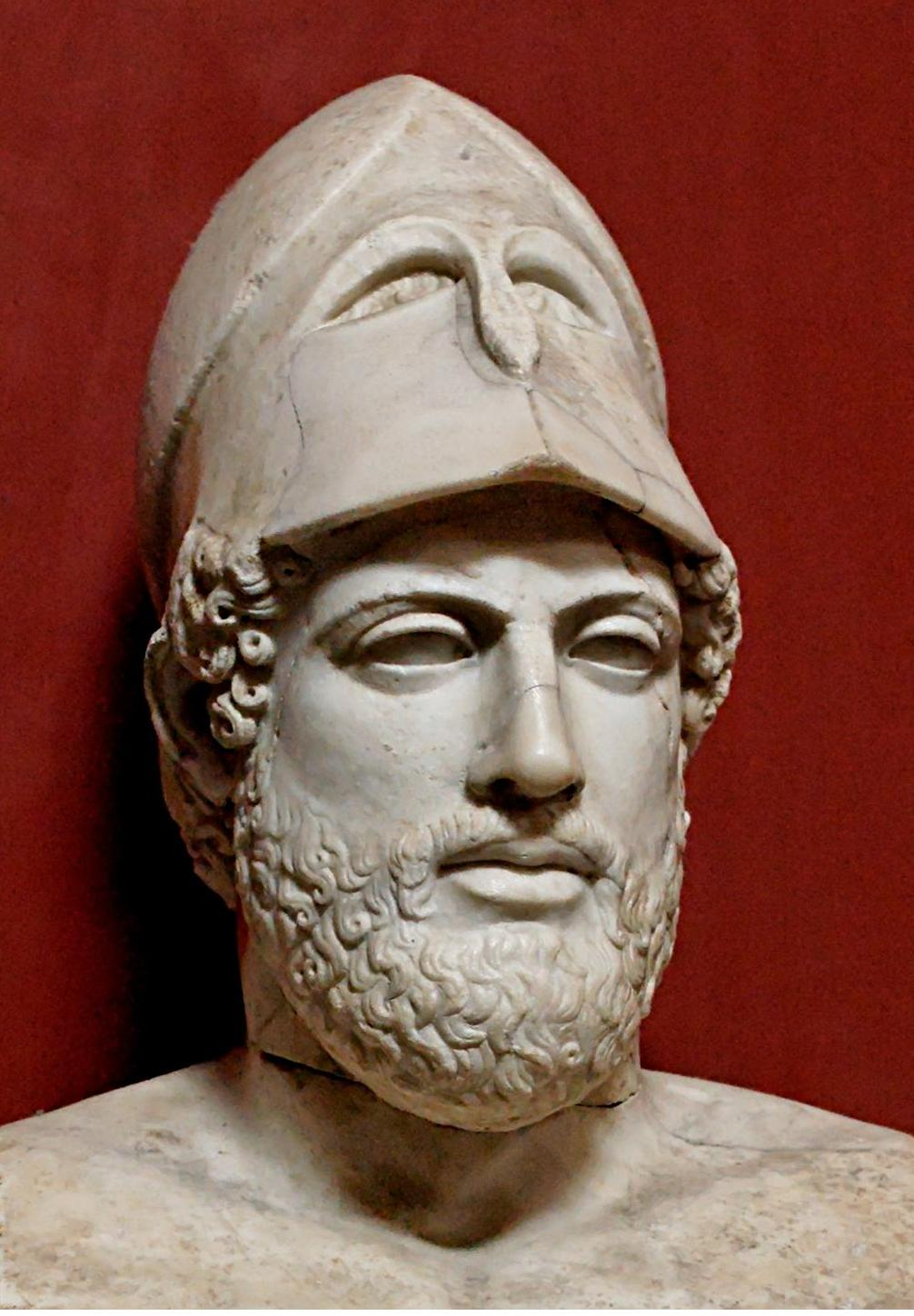
Perikles

## Initiële strategie
Sparta en haar bondgenoten waren, met uitzondering van Korinthe, een landgerichte macht. Hoewel Sparta geen financiële contributies ontving van haar bondgenoten was zij in staat om met haar bondgenoten een groot en sterk landleger op te roepen. Bovendien hadden de Spartanen mede door de agoge de beste hoplieten in de Griekse wereld. Sparta's strategie was eenvoudig: door middel van een invasie van Attica kon een confrontatie afgedwongen worden met het Atheense leger en op die manier kon de oorlog in korte tijd beslecht worden.
Athene was in tegenstelling tot Sparta een zeemacht, die al haar inkomsten en benodigdheden via de zee kon bemachtigen. De Atheners verkregen door (afgedwongen) contributies van haar bondgenoten een inkomen van 600 talenten per jaar. Daarnaast was er een reserve van 6000 talenten aanwezig op de Akropolis, en beschikte de stad in het ergste geval over goud- en zilverreserves in lokale heiligdommen. Onder leiding van Perikles bestond de Atheense strategie er uit een veldslag te vermijden: Het Atheense volk zou zich bij een invasie terugtrekken achter de lange muren en door middel van aanvallen vanuit zee op de Peloponnesos en door opstanden te veroorzaken bij de Heloten kon Sparta op de knieën gedwongen worden.

## Archidamische Oorlog (431-421 v.Chr.)
Vanaf 431 v.Chr. viel het Spartaanse leger onder bevel van koning Archidamus II jaarlijks Attica binnen. Perikles liet Attica over aan de verwoesting en trok de burgerbevolking volgens plan terug binnen de Lange Muren. De Atheense vloot begon de kusten van de Peloponnesos aan te vallen. In het tweede jaar van de oorlog, waarin ook de tweede Attische invasie van Sparta plaatsvond, brak in Athene een epidemie uit, waaraan ook Perikles uiteindelijk zou overlijden. Schattingen lopen uiteen, maar een kwart tot een derde van de burgerbevolking van Athene zou aan deze plaag bezwijken.
In het derde jaar van de oorlog koos Sparta ervoor niet Attica binnen te vallen, maar in plaats daarvan Thebe te helpen in het Beleg van Plataea, dat uiteindelijk in 427 v.Chr. in handen van de Thebanen zou vallen. In de zomer van 429 v.Chr. zond Athene onder leiding van Xenophon, zoon van Euripides (niet te verwarren met de schrijver) een leger naar de Chalcidice om na het succesvolle beleg van Potidaea in 430 v.Chr. deze regio verder onder controle te brengen. Dit leidde tot bij Slag bij Spartalos die de Atheners verloren. In 428-427 v.Chr. onderdrukten de Atheners een opstand in Mytilene. Na de dood van Perikles in 429 v.Chr. werd de Atheense strategie, ondanks de verliezen gedurende de epidemie, agressiever. Haar militaire activiteiten werden uitgebreid in Boeotië en Aetolië. In noord-west Griekenland voerden de Atheners acties uit om de Korinthische koloniën en de Golf van Korinthe onder Atheense controle te brengen. Athene behaalde overwinningen in de zeeslagen bij Rhium en Naupaktos. In 426 v.Chr. werd de campagne in het westen hervat door de Atheense leider Demosthenes. De Aetolische veldtocht was onsuccesvol, maar in de slagen bij Olpae en Idomene wist hij Atheense overwinningen binnen te slepen. Hiermee bracht hij het gehele noordwestelijke deel van Griekenland onder Atheense controle.
In 425 v.Chr. behaalde Athene een andere overwinning op de Spartanen in de Slag bij Pylos, waarbij Athene een groep Spartanen insloot op Sphacteria. Tot ieders verrassing en tot grote schok van de Spartanen wist de demagoog Cleon vervolgens in de Slag bij Sphacteria een groot deel van deze Spartanen gevangen te nemen. Het imago van de onoverwinnelijke Spartanen liep een bijna onherstelbare deuk op. De Atheners dreigden vervolgens de krijgsgevangenen te doden als Sparta wederom Attica zou binnenvallen.
Na de Atheense successen van het voorgaande jaar was Sparta in 424 v.Chr. bereid tot het sluiten van vrede. Athene weigerde dit echter te doen en plande voor operaties in Megara en Boeotië. Demosthenes en Hipponicus zouden met behulp van democratische elementen Megara innemen. Dit werd echter voorkomen door de Spartaanse generaal Brasidas in de Slag bij Megara. Niet tegengehouden door dit verlies voerde Demosthenes later in hetzelfde jaar campagne tegen Thebe, met als doel Boeotië in zijn geheel onder Atheense controle te brengen door onder andere democratische revoluties te veroorzaken. Thebe was echter gewaarschuwd, en wist te voorkomen dat Demosthenes kon landen met zijn troepen. Ondertussen marcheerde de Atheense generaal Hipponicus Boeotië in en versterkte hij Delium. Hij werd echter geconfronteerd met het voltallige Thebaanse leger onder leiding van Pagondas, en beslissend verslagen in de Slag bij Delium.
In plaats van een Attische invasie viel de Spartaanse generaal Brasidas in 424 v.Chr. met een leger van bondgenoten en Heloten de Atheense kolonie Amphipolis aan. Thucydides, die door de Atheners gestuurd was om Amphipolis te ontzetten, was te laat en Brasidas nam uiteindelijk Amphipolis in. Uiteindelijk kwamen zowel Brasidas als Cleon om bij de Slag bij Amphipolis, in een onsuccesvolle poging van de Atheners om Amphipolis terug in te nemen.

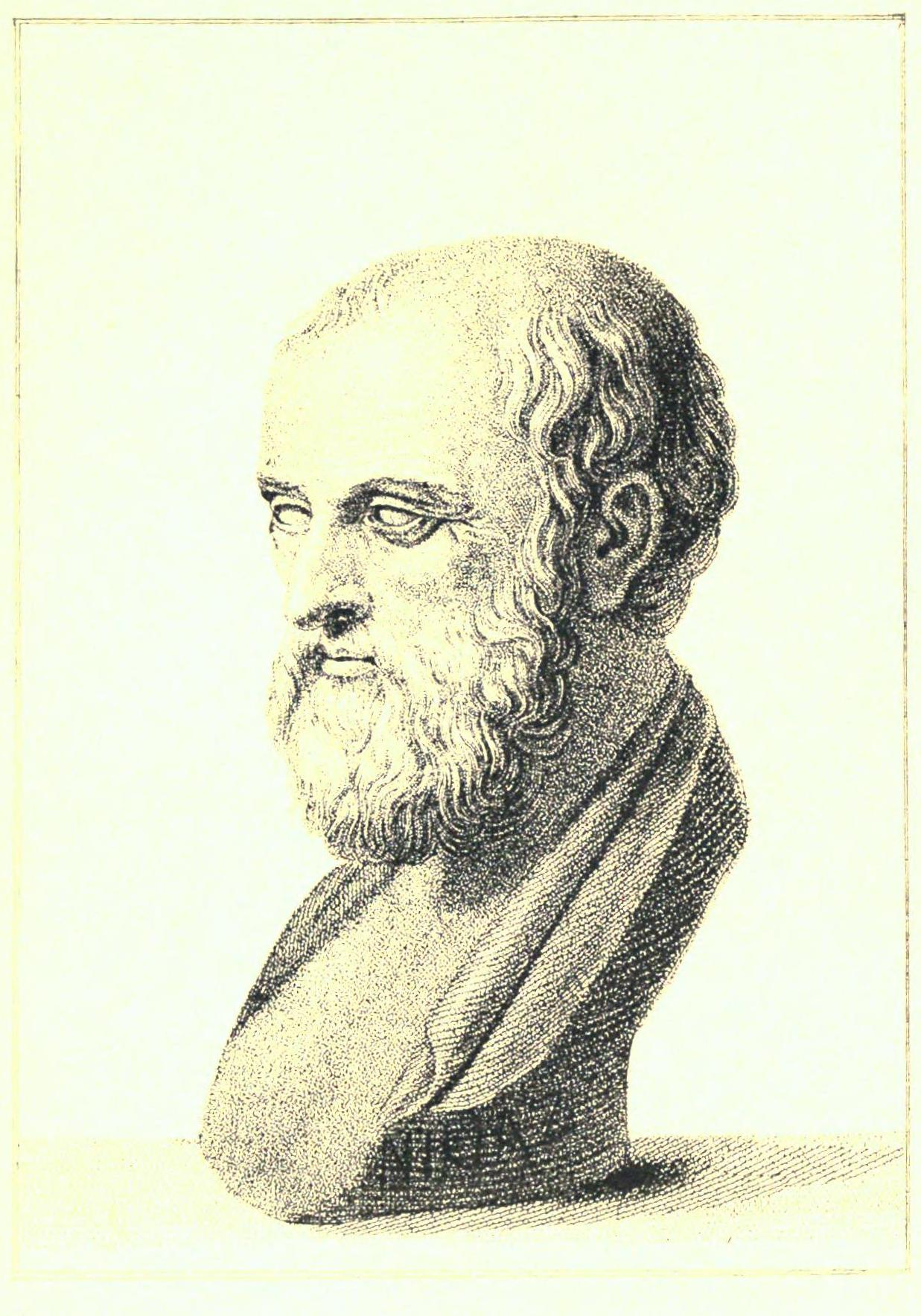
Nicias

## Vrede van Nicias (421-413 v.Chr.)
Met de dood van Brasidas en Cleon kregen de vredespartijen meer ruimte in beide staten. De Atheners hadden twee grote tegenslagen te verwerken gehad bij Delium en Amphipolis, en ze waren bang dat meer tegenslagen opstanden zou veroorzaken bij haar bondgenoten. Sparta op haar beurt was ook toe aan vrede. De verwachting dat de macht van Athene snel gebroken zou kunnen worden door invasies van Attica waren niet uitgekomen. Bovendien wilde Sparta graag haar krijgsgevangenen terug. Daar kwam ook nog bij dat het 30-jarige vredesverdrag dat Sparta had met haar traditionele vijand Argos binnenkort af zou lopen.
In 421 v.Chr. sloten beide partijen de vrede die bekend zou staan als de Vrede van Nicias, vernoemd naar de Atheense leider Nicias. Daarnaast sloten Sparta en Athene (zonder hun bondgenoten te noemen) een bondgenootschap van 50 jaar. In eerste instantie leek de vrede nageleefd te worden. Zowel Sparta als Athene liet krijgsgevangenen vrij en Sparta zond ambassades uit om gebieden die Athene beloofd waren terug over te dragen. Thucydides betoogt echter dat de opvolgende gebeurtenissen laten zien dat de oorlog niet ten einde was, maar dat beide partijen feitelijk met elkaar een ongemakkelijke wapenstilstand waren aangegaan, waarbij vooral veel van de bondgenoten van Sparta zich niet tot nauwelijks aan de vredesvoorwaarden hielden. Aan de Atheense kant was er de oorlogspartij onder leiding van Alcibiades die steeds meer tractie kregen na het niet nakomen van Spartaanse beloftes.
Korinthe, geheel ontevreden over de gesloten vrede, weigerde net als Thebe de Vrede van Nicias te erkennen. Ze voelde zich bedreigd door het Spartaans-Atheense bondgenootschap, en als gevolg hiervan sloten de Korinthers een bondgenootschap met Argos. Dit was in het voordeel van Argos, want een oorlog met Sparta was op handen en de Argiven hadden de ambitie om de hegemonie over de Peloponnesos van de Spartanen over te nemen. Ook Mantinea en Elis werden lid van dit bondgenootschap. Onderwijl sloot Thebe met Sparta een onafhankelijk bondgenootschap, in ruil voor de teruggave van het fort van Panactum aan Athene (De Spartanen hoopten als gevolg daarvan Pylos terug te krijgen van de Atheners). Het sluiten van dit bondgenootschap was echter in strijd met het 50-jarige bondgenootschap. Daarnaast droegen de Boeotiërs Panactum wel over, maar vernietigden ze het fort. Woedend over deze gang van zaken sloten de Atheners ook een bondgenootschap met Argos.
Korinthe, dat juist de oorlog wilde hervatten met Athene, trok zich om die reden terug uit het bondgenootschap. Wel was duidelijk dat Sparta zwak stond en de grip op haar bondgenoten aan het verliezen was. Argos zag haar kans en verklaarde de oorlog aan de Spartaanse bondgenoot Epidauros. Een Spartaanse reactie bleef niet uit. Na verschillende manoeuvres van beide partijen wist koning Agis II van Sparta in 418 v.Chr. Argos, Athene en haar bondgenoten beslissend te verslaan in de Slag bij Mantinea. Argos had gegokt en verloren. De Spartaanse overwinning bevestigde haar hegemonie over de Peloponnesos en de rol van Argos was uitgespeeld. Met het verlies in deze slag was ook de laatste kans van Athene om Sparta op land uit te dagen verloren gegaan.

## Siciliaanse Expeditie (415-413 v.Chr.)
In het jaar van de vrede van Nicias stuurde Segesta, de hoofdstad van de Elymiërs in West-Sicilië, ambassadeurs naar Athene om hulp te vragen in hun oorlog tegen Selinus. De Segestanen brachten voldoende geld naar Athene om zestig schepen voor een maand te betalen. De Atheners werden aangetrokken door de overvloed aan graan en andere rijkdommen; door Segesta te helpen, dachten ze een bruggenhoofd te kunnen slaan om het eiland later misschien te veroveren. Onder leiding van Alcibiades, Nicias, en Lamachus werd een enorme vloot van 150 triremen en 5100 hoplieten op expeditie gestuurd naar Sicilië. Kort na vertrek werd Alcibiades (de architect van de hele expeditie) echter aangeklaagd voor heiligschennis, en besloot hij geen rechtszaak af te wachten maar te vluchten. Het leiderschap van de expeditie viel daarna toe aan de besluiteloze en voorzichtige Nicias, die initieel ook tegen de expeditie was geweest. Na verschillende veldslagen wist Syracuse met Spartaanse hulp het Atheense expeditieleger compleet te vernietigen en de Atheense leiders met uitzondering van Alcibiades te doden. Dit verzwakte de Atheense positie dusdanig dat Sparta in 414 v.Chr. formeel de oorlog hervatte op het Atheense vasteland.

## Deceleïsche Oorlog (414-405 v.Chr.)

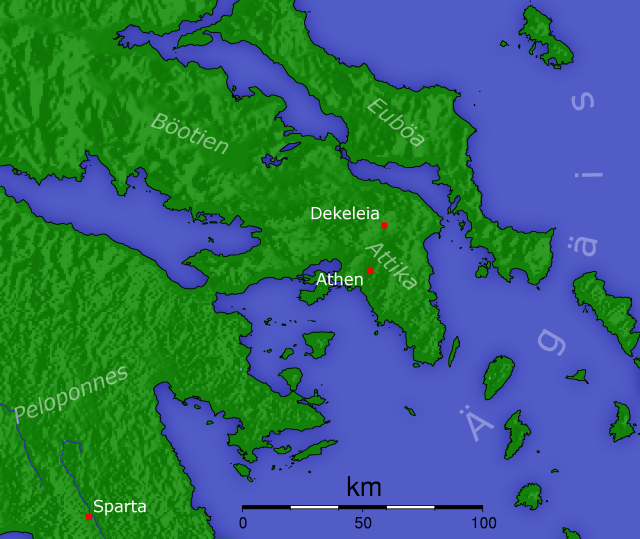
Dekeleia.

Het verlies van de Atheense vloot bood een kritische opening voor Sparta om een zeemacht op te bouwen die de Atheense kon confronteren. Door de bouw van deze vloot kon de patstelling die ontstond aan het begin van de oorlog doorbroken worden, want het stelde Sparta in staat de kritische graanroute naar Athene in de Egeïsche zee te bedreigen. Naast actie op zee hernieuwde Sparta de Attische invasies. In tegenstelling tot de relatief korte invasies in de Archidamische oorlog, bezette Sparta in 413 v.Chr. op advies van de overgelopen Alcibiades de Attische grensgemeente Dekeleia, waar een permanent garnizoen werd gelegerd. Deze actie leidde tot een grootschalige slavenopstand, die in het bijzonder de zilverbevoorrading uit Laurion trof. De inname stelde Sparta ook in staat om Athene het hele jaar door te belegeren. In 412 v.Chr. wisten de Spartanen het verdrag van Miletus te sluiten met de Perzische Satraap Tissaphernes, waarin de Perzen beloofden een deel van het salaris van de Spartaanse vloot te betalen.
Ondanks de enorme tegenslagen gaven de Atheense burgers nog niet op. Athene kon nog beschikken over 100 triremen in reserve, en was in staat extra belastingen te heffen in de stad zelf en bij haar bondgenoten. In 411 v.Chr. vond de Oligarchische Revolutie plaats. Deze revolutie mislukte, maar het bracht Alcibiades terug als leider van de Atheense democratie. Samen met Thrasybulus wist hij Athenes vloot te herbouwen en de Spartanen te verslaan in de slagen bij Cynossema, Cyzicus en Arginusae.
Afgesneden van het zilver uit Laurion, raakte het belegerde Athene in financiële ademnood. In 407-406 v.Chr. ging het voor het eerst gouden munten slaan door zeven van de acht Nikè-standbeelden in het Parthenon van hun bekleding te ontdoen, maar dit bracht slechts kortstondig soelaas. Deze monetaire operatie, die ook gepaard ging met het slaan van met zilver omhulde bronzen munten, bleek uiteindelijk onvoldoende om de oorlog adequaat te bekostigen.
De verdeel-en-heersstrategie van Tissaphernes, waarbij de Spartaanse roeiers slecht werden betaald, werd doorkruist door Cyrus de Jongere, een koningszoon die met Spartaanse hulp de Perzische troon wilde bemachtigen. Hij stelde Sparta voldoende financiële middelen ter beschikking om de oorlog tot een snel einde te kunnen brengen. Dit leidde ertoe dat, ondanks de onverwachte heropleving van de Atheense positie, de Spartanen hun vloot wisten te herbouwen. Uiteindelijk werd de Atheense vloot in 405 v.Chr. definitief verslagen in de Slag bij Aegospotami door toedoen van de Spartaanse admiraal Lysander. Dit stelde Lysander in staat de kritische graanroute van Athene naar de Zwarte Zee af te sluiten en anti-Atheense revoluties te bewerkstelligen bij leden van de Delische bond. Samen met het dreigement van Lysander om het belegerde Athene ook aan te vallen met de Spartaanse vloot, dwong dit de Atheners ertoe zich in 404 v.Chr. over te geven.

## Nasleep
Athene werd gedwongen de Zeebond te ontbinden, de vestingwerken en de Lange Muren af te breken, haar vloot op te geven en een pro-Spartaans bestuur te aanvaarden. De eis van Korinthe en Thebe om Athene te vernietigen en haar burgers tot slaaf te maken, werd door de Spartanen geweigerd, omdat Athene goede diensten verleend zou hebben tijdens de Perzische oorlogen. Athene mocht blijven bestaan, en zou voortaan dezelfde vrienden en vijanden hebben als Sparta. Wel schafte Lysander de Atheense democratie af en bracht hij met de Dertig Tirannen een regime van pro-Spartaanse oligarchen aan de macht. In 403 v.Chr. herstelde een revolutie onder leiding van Thrasybulus de democratie in Athene.
Cyrus de Jongere, een jongere zoon van de Perzische koning, had de Spartanen financieel gesteund in ruil voor troepen om zijn broer Artaxerxes II van de troon te stoten. En hoewel Cyrus met behulp van zijn Griekse troepen overwon in de Slag bij Cunaxa, kwam hij zelf om het leven, waardoor Artaxerxes toch zijn troon wist veilig te stellen. Deze uitkomst bracht Sparta in conflict met de Achaemeniden, onder andere over de Ionische steden in Klein-Azië. Koning Agesilaus II, de opvolger van Agis II, behaalde daar een groot aantal overwinningen tegen de Perzen. Perzië reageerde door Thebe, Korinthe, Argos en Athene ertoe te bewegen Sparta aan te vallen in de Korinthische Oorlog. Met Perzisch geld wist Athene haar rijk ook deels weer op te bouwen, maar de vroegere macht was voorgoed verloren.

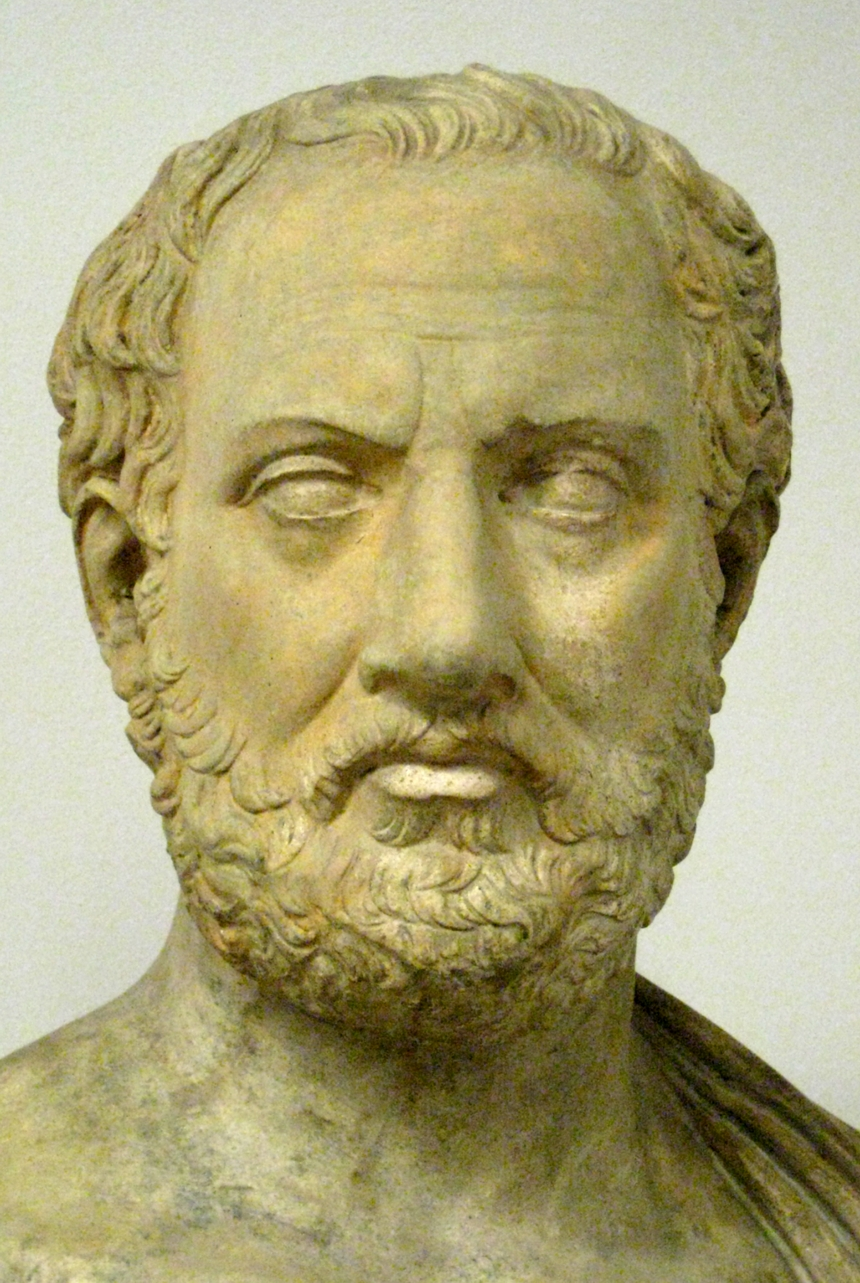
Thucydides

## Klassieke bronnen
Het grootste deel van de oorlog en de achtergronden werden grondig beschreven door Thucydides in De Peloponnesische Oorlog. Hij was een Atheens generaal die na een nederlaag in 424 werd afgezet wegens verraad en zowel in Athene als Sparta gewoond heeft tijdens de oorlog. Zijn onafgemaakte werk werd opgevolgd door Xenophon, die in de Hellenica het besluit van de oorlog beschrijft. Verder heeft Plutarchus in de eerste eeuw na Christus een aantal biografieën geschreven over prominente leiders van deze oorlog in zijn Parallelle levens en ook hij is derhalve een belangrijke bron.
 Portaal Oudheid · Athene · Geschiedenis van Griekenland · Geschiedenis van Athene